# 新埃及 (新澤西州)
新埃及（英語：New Egypt）是位於美國新澤西州海洋縣的普查規定居民點。

## 人口
根據2020年美國人口普查的數據，新埃及的面積為10.42平方千米，當中陸地面積為10.28平方千米，而水域面積為0.14平方千米。當地共有人口2357人，而人口密度為每平方千米226.2人。